# Crnokapa grmuša
Crnokapa grmuša (Sylvia atricapilla), ptica selica iz roda grmuša (Sylvia) u redu vrapčarki. Ime je dobila po crnoj kapici od perja na glavi mužjaka, a nesmije se brkati sa srodnom i sličnom vrstom, crnoglavom grmušom, znanstveno nazvanoj S. melanocephala. Poznata je po lijepom pjevanju, i smatra se jednom od najboljih pjevica.
Crnokapa grmuša vitkog je tijela, perje sive boje osim vrha glave gdje se crna "kapa" lagano spušta prema zatiljku. Kljun i noge su također sive boje. za razliku od mužjaka, "kapa" na glavi ženke je rđasto-smeđa.
Stanište
S. atricapilla većinu vremena provodi u šumama, grmlju i šipražju u blizini vode, dok u vrtove i parkove rjeđe zalazi. Sklonište traže po grmlju u kojemu se i gnijezde i traže hranu, razne kukce i bobice. Na jesen odlazi u toplije krajeve, Mediteran (Grčka, Turska i Španjolska).

## Galerija
- mužjak i ženka
- Crnokapa grmuša, ženka sa smeđom kapom
- gnijezdo crnokape grmuše
- Ptići
- Cuculus canorus bangsi + Sylvia atricapilla